# Debnevo
Debnevo (bulgariska: Дебнево) är ett distrikt i Bulgarien.   Det ligger i kommunen Obsjtina Trojan och regionen Lovetj, i den centrala delen av landet, 130 km öster om huvudstaden Sofia.
Trakten runt Debnevo består till största delen av jordbruksmark. Runt Debnevo är det ganska glesbefolkat, med 35 invånare per kvadratkilometer.